# Скорцаліт
Скорцаліт ((Fe2+,Mg)Al2(OH,PO4)2) — темно-синій фосфатний мінерал, що містить фосфати заліза, магнію та алюмінію. Скорцаліт утворює один кінцевий член ряду твердих розчинів з легшим, більш багатим на магній лазулітом.
Скорцаліт кристалізується в моноклінній системі в дипірамідальній формі. Має твердість за Моосом 5,5-6 і питому вагу 3,4. Він неплавкий і нерозчинний у воді, і лише незначно розчинний у теплій соляній кислоті.

## Прояви
Вперше мінерал було описано в 1947 році за проявами в гранітному пегматиті в копальні Коррего Фріо, Лінополіс, долина Досі, Мінас-Жерайс, Бразилія. Його назвали на честь бразильського геолога Еверісто Пенья Скорца (1899—1969).
Скорцаліт зустрічається як вторинна фаза в пегматитах і кіанітових (багатих алюмінієм) кварцитах. Супутні мінерали включають сузаліт, трифіліт, уїліїт, тролеїт, апатит, лакруаксит, берлініт, турмалін, мусковіт, польовий шпат і кварц.

## Зовнішні посилання
- Скорцаліт на Minerals.net
- Галерея Аметистів